# Quilmaná
Quilmaná es una localidad peruana capital del distrito homónimo ubicado en la provincia de Cañete en el departamento de Lima. Se encuentra a una altitud de 13 m s.n.m. y tenía una población de 5616 hab. en 1993.

## Clima
| Parámetros climáticos promedio de Quilmaná | Parámetros climáticos promedio de Quilmaná | Parámetros climáticos promedio de Quilmaná | Parámetros climáticos promedio de Quilmaná | Parámetros climáticos promedio de Quilmaná | Parámetros climáticos promedio de Quilmaná | Parámetros climáticos promedio de Quilmaná | Parámetros climáticos promedio de Quilmaná | Parámetros climáticos promedio de Quilmaná | Parámetros climáticos promedio de Quilmaná | Parámetros climáticos promedio de Quilmaná | Parámetros climáticos promedio de Quilmaná | Parámetros climáticos promedio de Quilmaná | Parámetros climáticos promedio de Quilmaná |
| Mes                                        | Ene.                                       | Feb.                                       | Mar.                                       | Abr.                                       | May.                                       | Jun.                                       | Jul.                                       | Ago.                                       | Sep.                                       | Oct.                                       | Nov.                                       | Dic.                                       | Anual                                      |
| ------------------------------------------ | ------------------------------------------ | ------------------------------------------ | ------------------------------------------ | ------------------------------------------ | ------------------------------------------ | ------------------------------------------ | ------------------------------------------ | ------------------------------------------ | ------------------------------------------ | ------------------------------------------ | ------------------------------------------ | ------------------------------------------ | ------------------------------------------ |
| Temp. media (°C)                           | 22.3                                       | 23.3                                       | 23                                         | 21.5                                       | 18.7                                       | 17                                         | 16                                         | 15.9                                       | 16.5                                       | 17.4                                       | 18.8                                       | 20.7                                       | 19.3                                       |
| Fuente: climate-data.org                   |                                            |                                            |                                            |                                            |                                            |                                            |                                            |                                            |                                            |                                            |                                            |                                            |                                            |